# Leopold Ludwig
Leopold Ludwig (12 de janeiro de 1908 em Witkowitz - 25 de abril de 1979 em Lüneburg) foi um maestro alemão.